# دهستان آزاده
دهستان آزاده نام دهستانی در بخش مشراگه شهرستان رامشیر، استان خوزستان در ایران است. براساس سرشماری مرکز آمار ایران در سال ۱۳۸۵، جمعیت آن ۸۲۲۵ نفر (۱۸۶۴ خانوار) بوده‌است.